# Verdienstehrenzeichen für Rettung aus Gefahr (Anhalt)

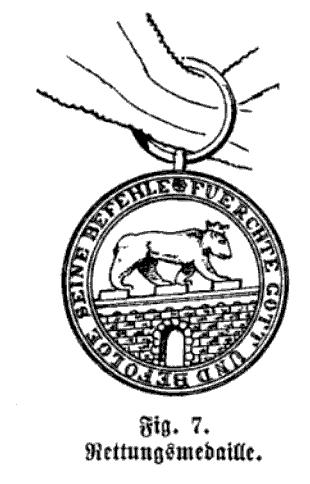
Rettungsmedaille

Das Verdienstehrenzeichen für Rettung aus Gefahr wurde am 4. bzw. 26. Dezember 1850 von den Herzögen Leopold IV. Friedrich von Anhalt-Dessau und Alexander Carl von Anhalt-Bernburg gestiftet und konnte an Personen verliehen werden, die unter eigener Lebensgefahr einen anderen Menschen gerettet hatten.
Das Ordenszeichen ist eine goldene Medaille, die den gekrönten askanischen Bären auf einer nach rechts aufsteigenden Mauer laufend zeigt. Umlaufend die Devise des herzoglichen Hauses FUERCHTE GOTT UND BEFOLGE SEINE BEFEHLE.
Der Orden wurde an einem grünen Band mit zwei roten Streifen auf der linken Brust getragen.